# Naturschutzgebiet Glockenheide
Das Naturschutzgebiet Glockenheide mit einer Größe von 3,6 ha liegt nördlich von Oelinghauser Heide im Stadtgebiet von Arnsberg im Hochsauerlandkreis. Es wurde 1998 mit dem Landschaftsplan Arnsberg durch den Kreistag des Hochsauerlandkreises als Naturschutzgebiet (NSG) mit dem Namen Naturschutzgebiet Glockenheide nördlich Oelinghauser Heide und einer Flächengröße 2,7 ha ausgewiesen. Bei der Neuaufstellung des Landschaftsplanes Arnsberg durch den Kreistag 2021 wurde das NSG mit verändertem Namen erneut ausgewiesen und deutlich vergrößert.

## Gebietsbeschreibung
Im NSG handelt es sich um Glockenheiderestfläche. Vor einigen Jahren die ehemaligen Birken-Fichtenbestand entfernt und ein Glockenheide-Reliktvorkommen freigestellt. Auf der Fläche gibt es kleinräumig verändernde Bodenfeuchtigkeitsverhältnisse mit einem Mosaik aus wechselfeuchten Bereichen, temporär wasserführenden Mulden und trockenen Stellen. Neben Pionierfluren sind über die ganze Fläche verteilt kleine Bereiche mit Calluna-Heide zu finden. Glockenheide tritt an wenigen Stellen auf. Örtlich sind Torfmoos-Polster und kleine binsenreiche Rasen vorhanden. Der natürlichen Sukzession wird durch eine extensive Beweidung und durch die aktive Entfernung von Anflug entgegengetreten. Im Südwesten ist ein Wechsel aus krautarmen Fichtenrestbeständen und Regenerationsstadien nach Wiederumwandlung von Forsten einbezogen, die vom Standort her ebenfalls das Potential als Ausbreitungsfläche der Glockenheide und anderer Arten feuchter, bodensaurer Bodenverhältnisse bieten.
Der Landschaftsplan führt zum Wert des Schutzgebietes aus: „Die Fläche ist von großer Bedeutung für die Erhaltung und Ausbreitung bzw. Ansiedlung gefährdeter Pflanzenarten. Als eine in der Region sehr selten vorkommende feuchte Heidefläche hat sie einen besonderen kulturhistorischen und ökologischen Wert.“
Der Landschaftsplan enthält als zusätzliches Gebot, dass durch geeignete Maßnahmen eine Verbuschung durch Birken- oder Fichtenanflug zu verhindert werden soll. Zudem ist als zusätzliche Entwicklungsmaßnahmen festgesetzt, dass die Heidebestände zu pflegen, zu verjüngen und durch geeignete Maßnahmen in der Ausbreitung zu unterstützen sind und die Fläche ist bei Bedarf wieder vernässt werden soll.

## Pflanzenarten im NSG
Vom Landesamt für Natur, Umwelt und Verbraucherschutz Nordrhein-Westfalen dokumentierte Pflanzenarten, ohne Gehölze, im Gebiet: Besenheide, Blaues Pfeifengras, Blutwurz, Braun-Segge, Echte Glockenheide, Englischer Ginster, Flatter-Binse, Glashaar-Widertonmoos, Goldenes Frauenhaarmoos, Hain-Rispengras, Harzer Labkraut, Himbeere, Hirse-Segge, Kleine Bibernelle, Kleiner Dornfarn, Knäuel-Binse, Land-Reitgras, Moor-Birke, Rasen-Schmiele, Roter Fingerhut, Rotes Straußgras, Salbei-Gamander, Schönes Widertonmoos, Waldsauerklee, Weiches Honiggras und Wolliges Honiggras.

## Spezielle Schutzzwecke für das NSG
Wie bei allen Naturschutzgebieten in Deutschland wurde in der Schutzausweisung darauf hingewiesen, dass das Gebiet „wegen der Seltenheit, besonderen Eigenart und Schönheit des Gebietes“ zum Naturschutzgebiet erklärt wurde. Laut Landschaftsplan erfolgte die Ausweisung zum:
- „Schutz, Erhaltung, Entwicklung und Optimierung von Glockenheide-Reliktflächen;“
- „Schutz und Erhaltung eines kulturhistorisch bedeutsamen Zeugnisses einer alten landwirtschaftlichen Bewirtschaftungsform.“
- „Das NSG dient auch der nachhaltigen Sicherung von Vorkommen seltener Pflanzenarten.“[2]